# 印度体育局
印度体育局（英語：Sports Authority of India, SAI）是印度全国最高体育机构，负责专业竞技体育发展。

## 组织结构
设有9个地区中心：
- 印度体育局班加罗尔地区中心（英语：SAI Netaji Subhas Southern Centre）
- 印度体育局甘地讷格尔地区中心（英语：SAI Netaji Subhas Western Centre）
- 印度体育局昌迪加尔地区中心（英语：SAI Netaji Subhas Regional Centre）
- 印度体育局加尔各答地区中心（英语：SAI Netaji Subhas Eastern Centre）
- 印度体育局英帕尔地区中心（英语：SAI Netaji Subhas North-East Regional Centre）
- 印度体育局古瓦哈提地区中心（英语：SAI Netaji Subhas North-East Regional Centre）
- 印度体育局博帕尔地区中心（英语：SAI Udhav Das Mehta Central Centre）
- 孟买
- 印度体育局勒克瑙地区中心（英语：SAI Netaji Subhas Regional Centre）
- 印度体育局索尼帕特地区中心（英语：Ch. Devi Lal Northern Regional Centre）

还设有两家学术机构：
- 印度国家体育运动学院(NSNIS)，培养教练员。
- 拉克西米·芭伊国立体育学院（英语：Laksmibai National College of Physical Education）(LNCPE)，位于喀拉拉邦特里凡得琅。培养国民教育的体育师资。

另有：
- 内塔吉·苏巴斯高海拔训练中心（英语：Netaji Subhash High Altitude Training Centre）位于喜马偕尔邦Shilaroo，海拔8000英尺（2400米）。

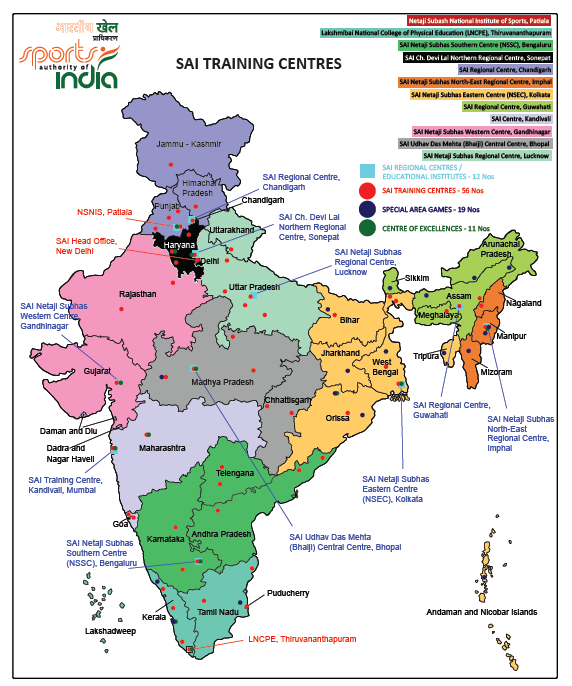
印度体育局下属机构分布

## 历史
印度体育局起源于1982年新德里亚运会组委会。1984年1月25日印度政府青年事务与体育部的体育部正式组建印度体育局，作为一个公立社会团体。1987年5月1日，国家体育与运动机构协会（Society for National Institute of Physical Education and Sports, SNIPES）并入，从而国家体育运动学院及其附属的博帕尔、班加罗尔、加尔各答、甘地讷格尔等地区中心，还有拉克西米·芭伊国立体育学院转隶印度体育局。
1995年, 拉克西米·芭伊国立体育学院在瓜廖尔的办学点成为独立的等同大学。

## 精英运动员训练

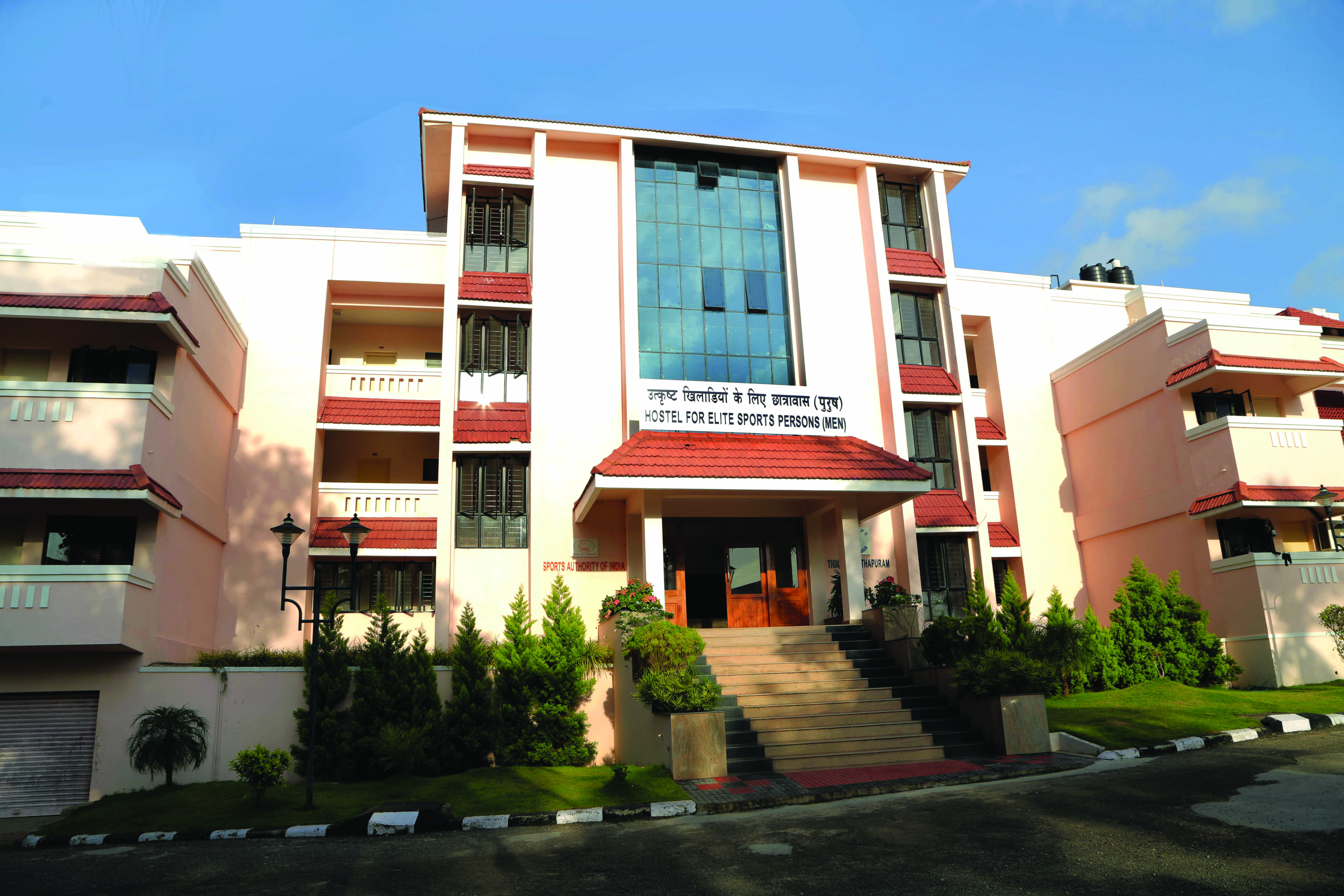
男子精英运动员公寓

印度体育局的主干是“精英运动员管理支持训练部（Training of Elite Athlete Management Support Division, TEAMS），支持各个全国运动协会训练国家队运动员参加国际比赛。该部协调各全国运动协会的长期发展计划（ Long Term Development Plan），从体育局的学术机构与地区中心提供后勤与训练支持，资金来源于青年事务与体育部下属体育部的“全国体育协会资助”（Assistance to National Sports Federations）渠道。 